# Esti Ginzburg
Esti Ginzburg, född 1990 i Tel Aviv, Israel, är en israelisk modell och skådespelare. 
Hon har medverkat i filmerna Twelve och Movie 43. Esti har medverkat som sig själv i flera TV-serier.